# Адріана Фарміґа
Адріа́на Фармі́ґа (англ. Adriana Farmiga; нар. 17 липня 1974) — американська візуальна художниця українського походження, кураторка галерей, викладачка в освітніх закладах Нью-Йорку. Радниця мистецьких програм благодійної галереї La Mama La Galleria в богемному районі Іст-Віллидж, заступник декана у Школі мистецтв «Купер Юніон» (англ. Cooper Union School of Art). Двоюрідна сестра акторок Віри та Таїсси Фарміґ.